# Venda Nova (Montalegre)
Venda Nova é uma povoação portuguesa do Município de Montalegre que foi sede da extinta Freguesia de Venda Nova, freguesia que tinha 7,97 km² de área e 262 habitantes (2011), e, por isso, uma densidade populacional de 32,9 hab/km².
A Freguesia de Venda Nova foi extinta (agregada) pela reorganização administrativa de 2012/2013, tendo o seu território sido agregado ao da Freguesia de Pondras para criar a União de Freguesias de Venda Nova e Pondras.

## População
| Número de habitantes | Número de habitantes | Número de habitantes | Número de habitantes | Número de habitantes | Número de habitantes | Número de habitantes | Número de habitantes | Número de habitantes | Número de habitantes | Número de habitantes | Número de habitantes | Número de habitantes | Número de habitantes | Número de habitantes |
| -------------------- | -------------------- | -------------------- | -------------------- | -------------------- | -------------------- | -------------------- | -------------------- | -------------------- | -------------------- | -------------------- | -------------------- | -------------------- | -------------------- | -------------------- |
| 1864                 | 1878                 | 1890                 | 1900                 | 1911                 | 1920                 | 1930                 | 1940                 | 1950                 | 1960                 | 1970                 | 1981                 | 1991                 | 2001                 | 2011                 |
| 287                  | 305                  | 312                  | 289                  | 362                  | 342                  | 312                  | 542                  | 1 071                | 659                  | 524                  | 509                  | 421                  | 401                  | 262                  |

(Obs.: Número de habitantes "residentes", ou seja, que tinham a residência oficial neste concelho à data em que os censos  se realizaram.)

## Património
- Igreja Matriz de Venda Nova.